# Dettwiller
Dettwiller là một xã trong tỉnh Bas-Rhin, thuộc vùng Grand Est của nước Pháp, có dân số là 2584 người (thời điểm 1999). Xã nằm cách Strasbourg 36 km.

## Thông tin nhân khẩu
| 1962  | 1968  | 1975  | 1982  | 1990  | 1999  |
| ----- | ----- | ----- | ----- | ----- | ----- |
| 2.558 | 2.626 | 2.743 | 2.598 | 2.544 | 2.584 |